# Ancien régime

Frankrikes kungliga statsvapen innan franska revolutionen.

L'ancien régime (franska: det gamla styret) betecknar det franska politiska och sociala samhällssystem i Kungariket Frankrike, som utvecklades från slutet av medeltiden och som försvann i och med revolutionen 1789.
Begreppet utnyttjas även i vidare allmän betydelse för att beteckna ett förgånget tillstånd, forna tiders anda.

## Bakgrund
Ancien régime byggde på tre pelare: kungamakten, kyrkan och aristokratin. Dess samhälle var indelat i stånd: överst var kyrkan, därefter var aristokratin, och lägst var övriga befolkningen. I mycket präglades ancien régime av feodalism och av principen om kungadömet av Guds nåde. Under ancien régime centraliserades statsmakten och adeln fick nya funktioner. Parlament upprättades i syfte att underlätta för monarken att administrera territorierna. Ancien régime kännetecknades av svårartade religiösa konflikter, som hugenottkrigen samt reformationen och motreformationen, och bördsadelns (noblesse d'épée eller noblesse ancienne) kamp för att bibehålla sin makt mot noblesse de robe, samt fronden.
Termen myntades under upplysningstiden av revolutionärer och hade då en pejorativ klang; för dem som delar dessas ideologi har uttrycket samma innebörd. Sedermera accepterades uttrycket även av de konservativa och reaktionära personer som försvarade detta samhällsskick, och fick för dessa en nostalgisk innebörd. Med ancien régime avses som regel själva tidsperioden, och ordet saknar då värdeladdning.

## Kungliga residens i Frankrike

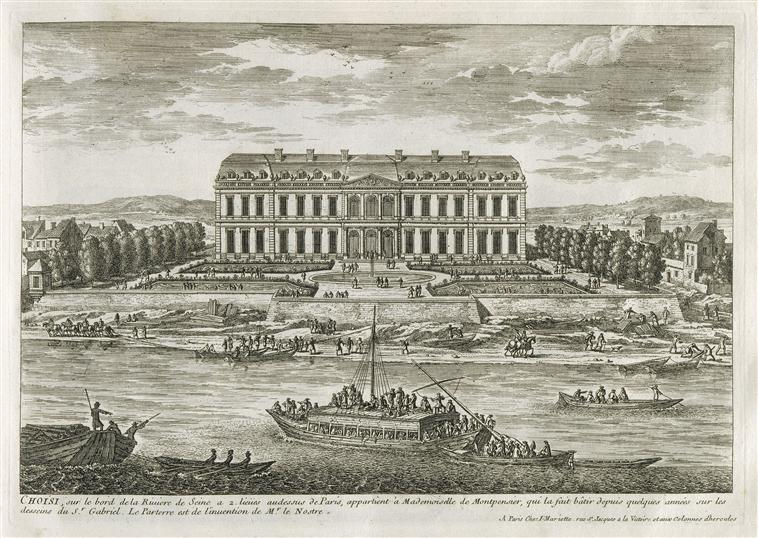
Château de Choisy
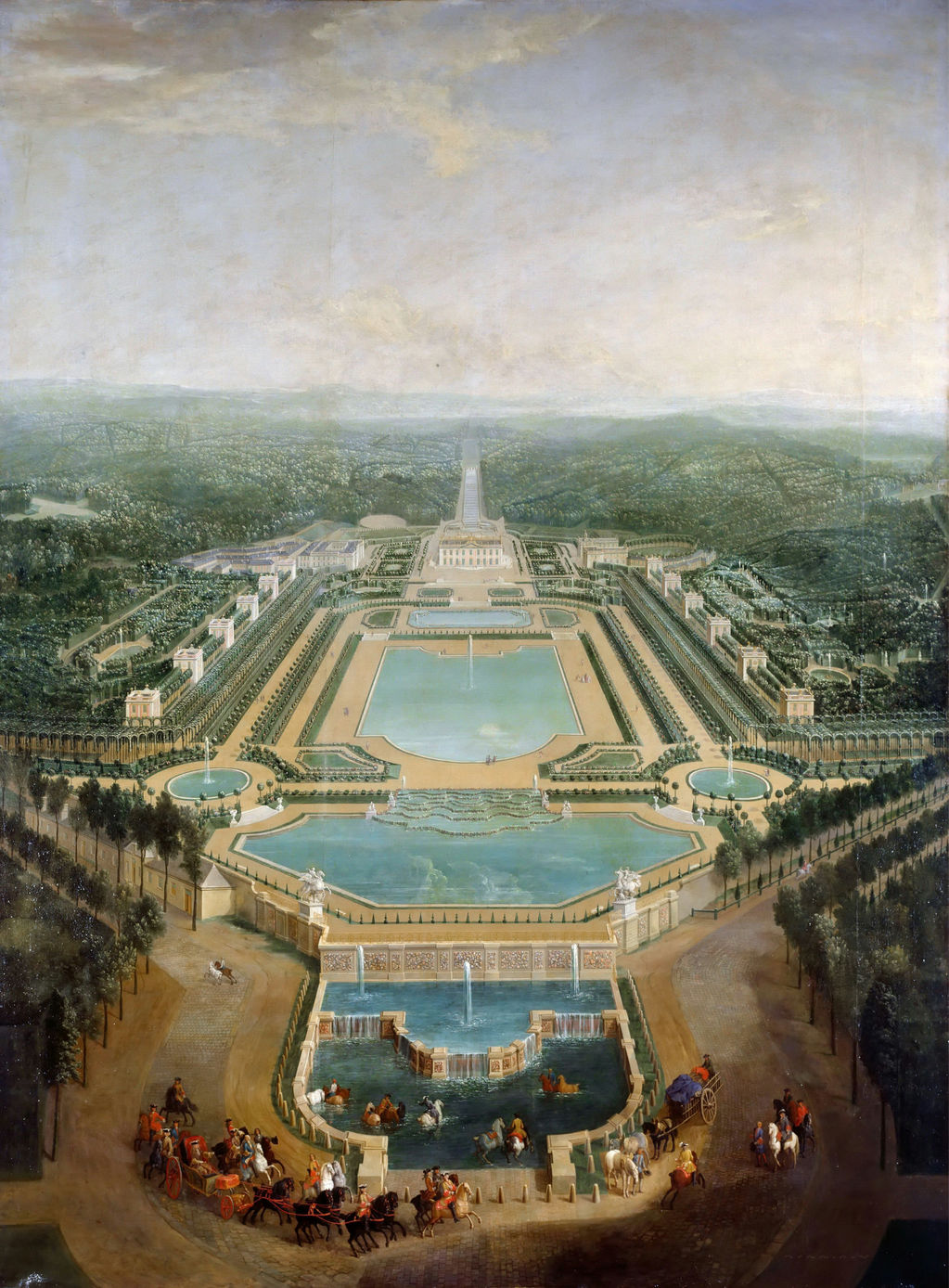
Château de Marly
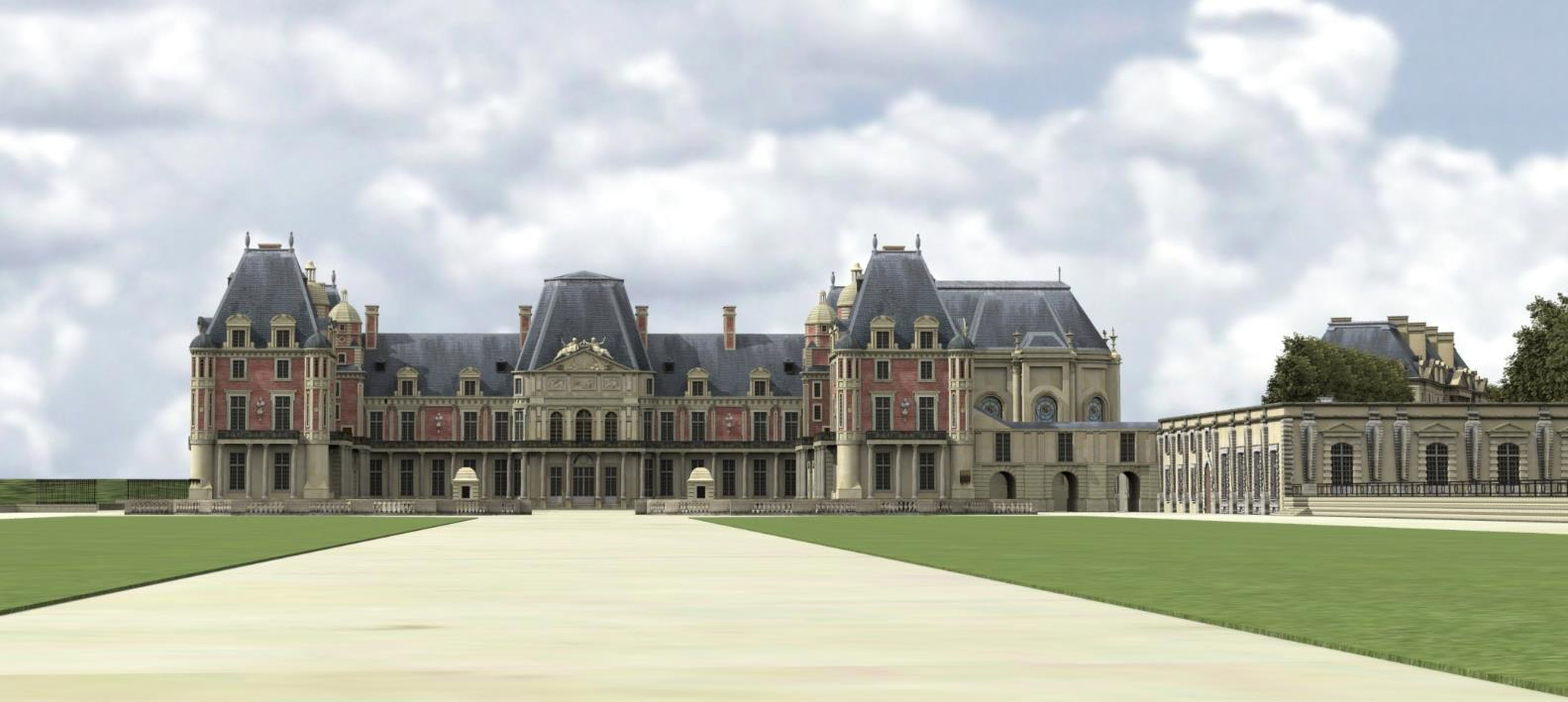
Château de Meudon
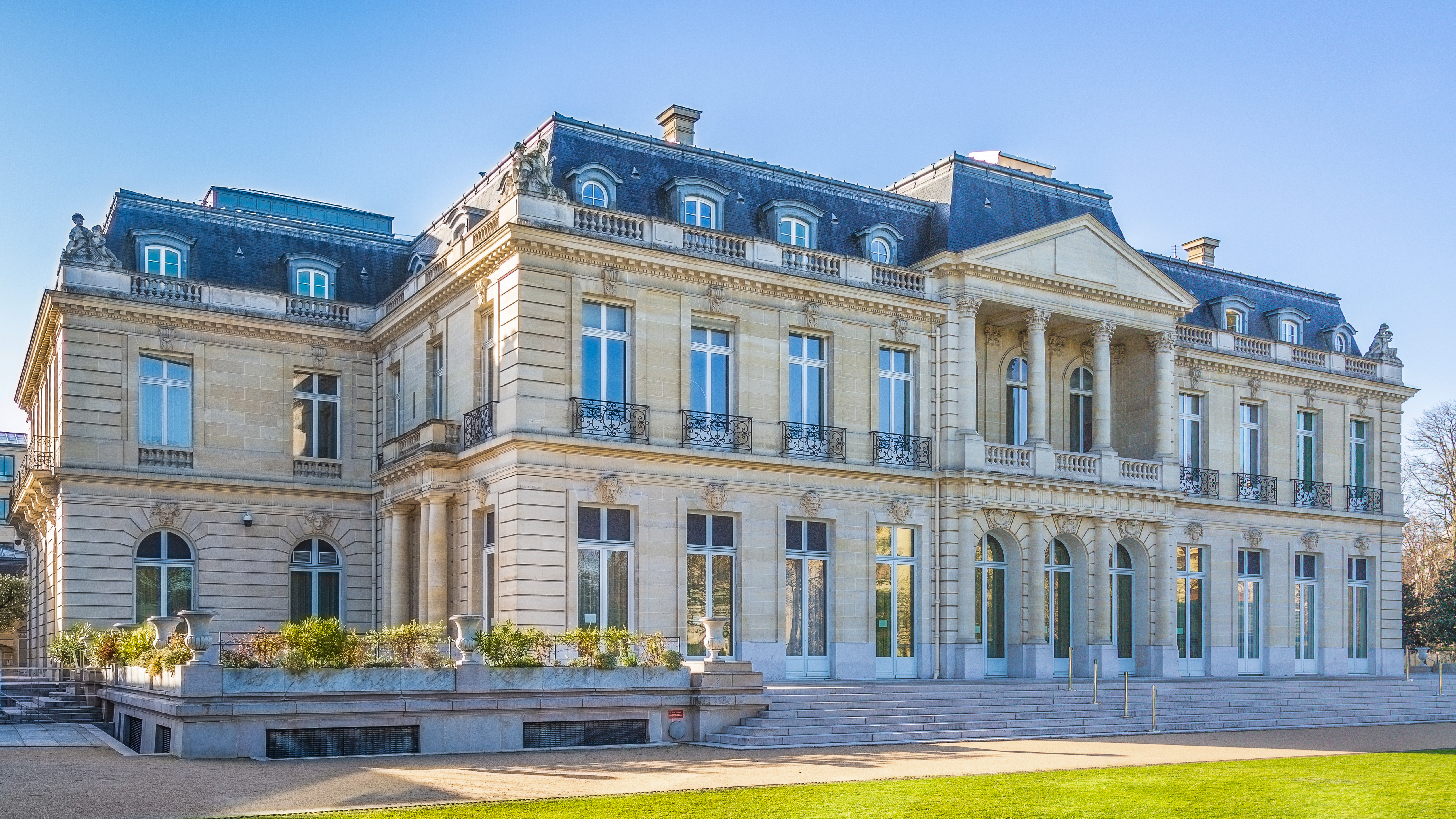
Château de la Muette
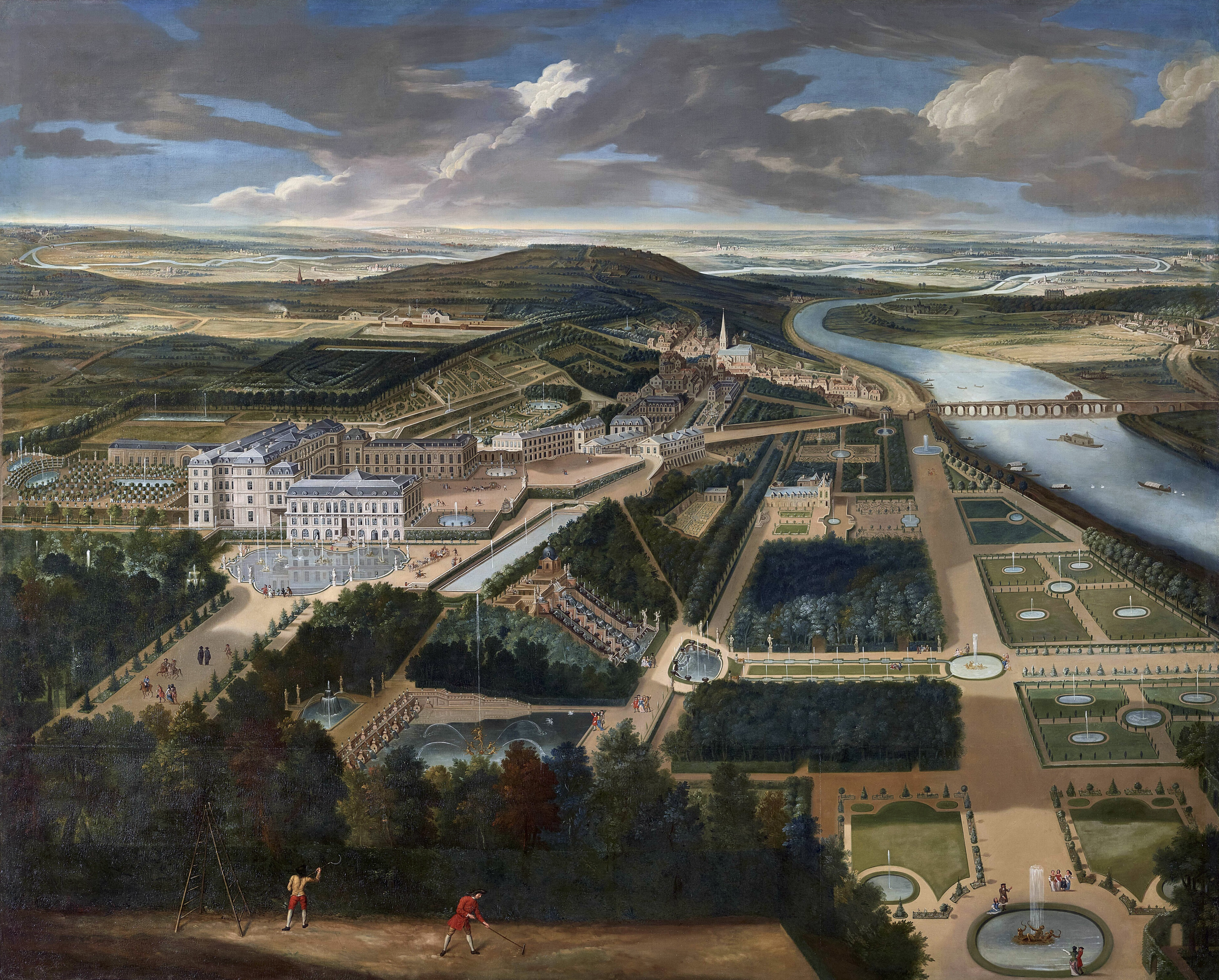
Château de Saint-Cloud
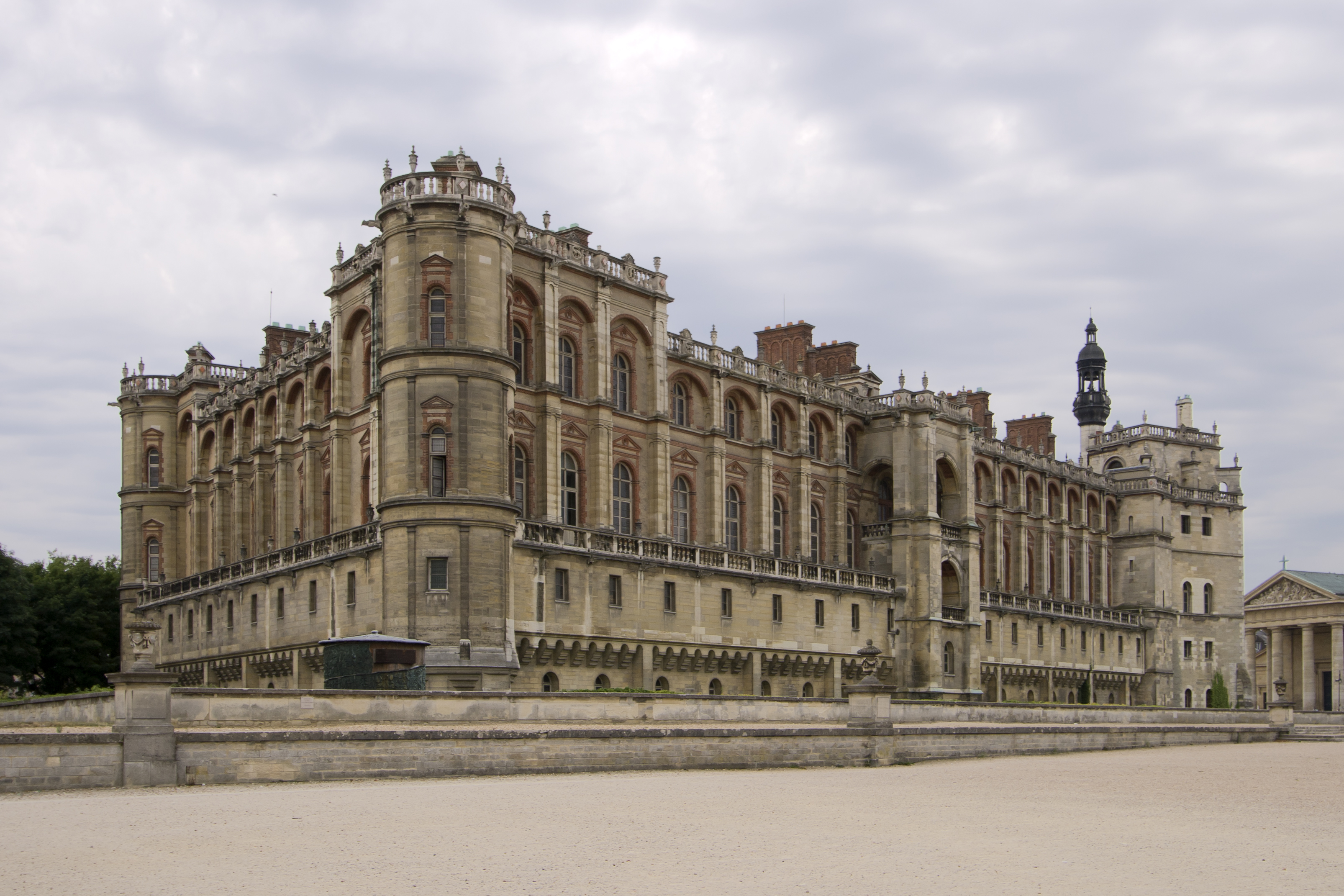
Château de Saint-Germain-en-Laye
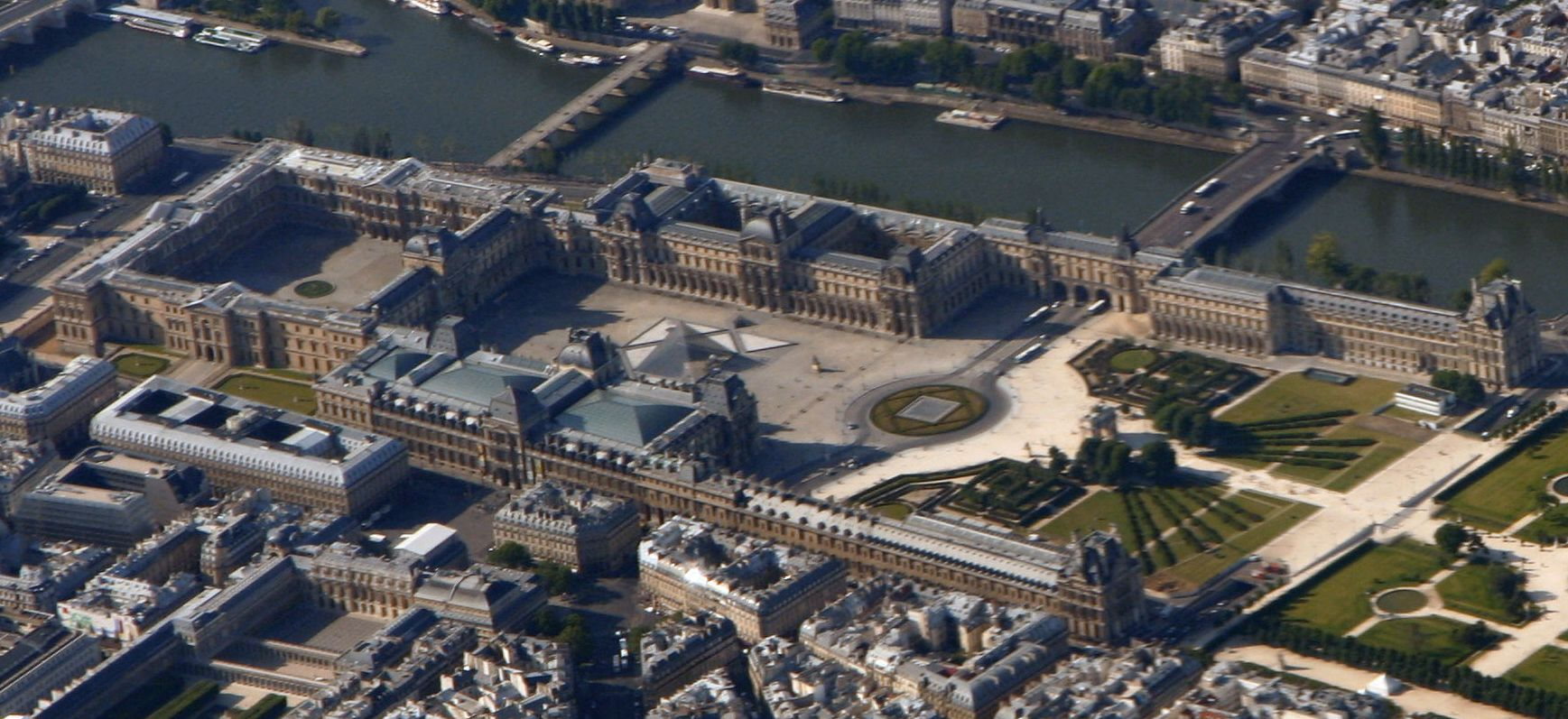
Louvren
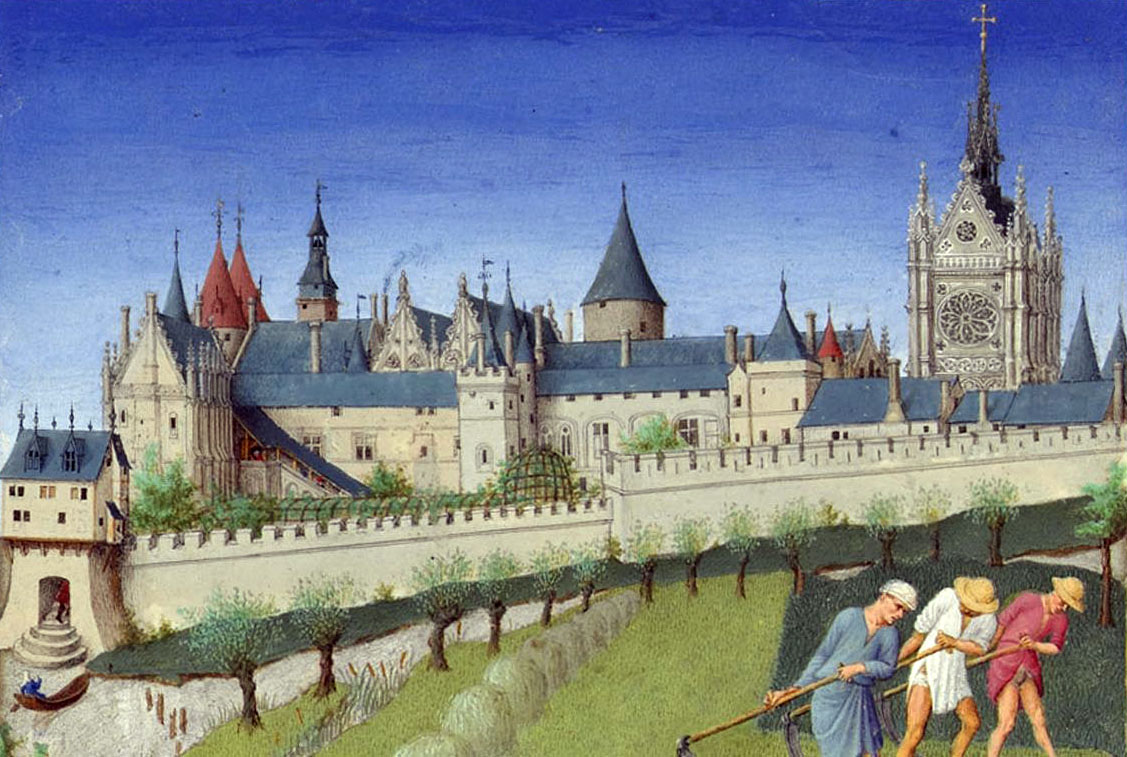
Palais de la Cité
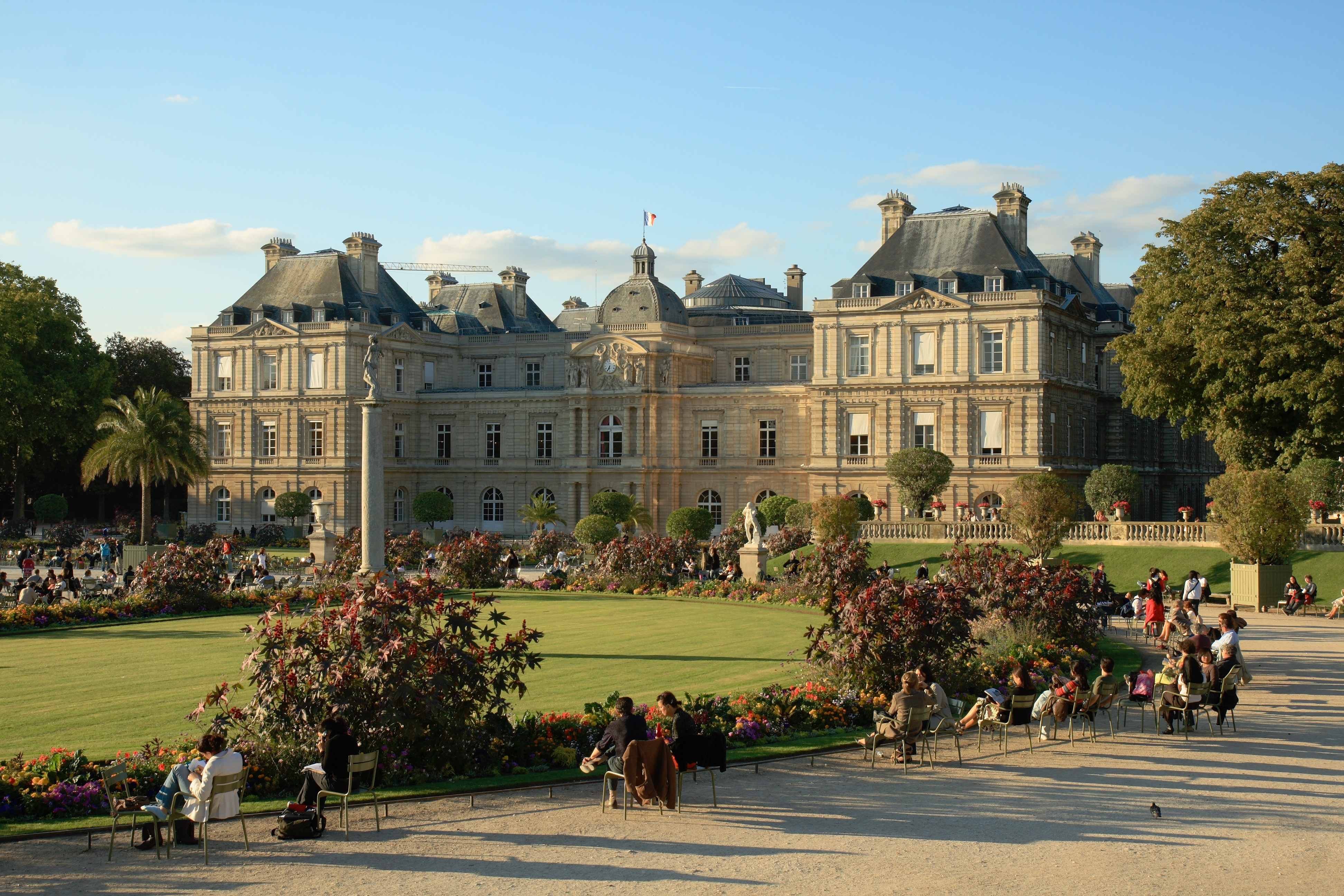
Palais du Luxembourg
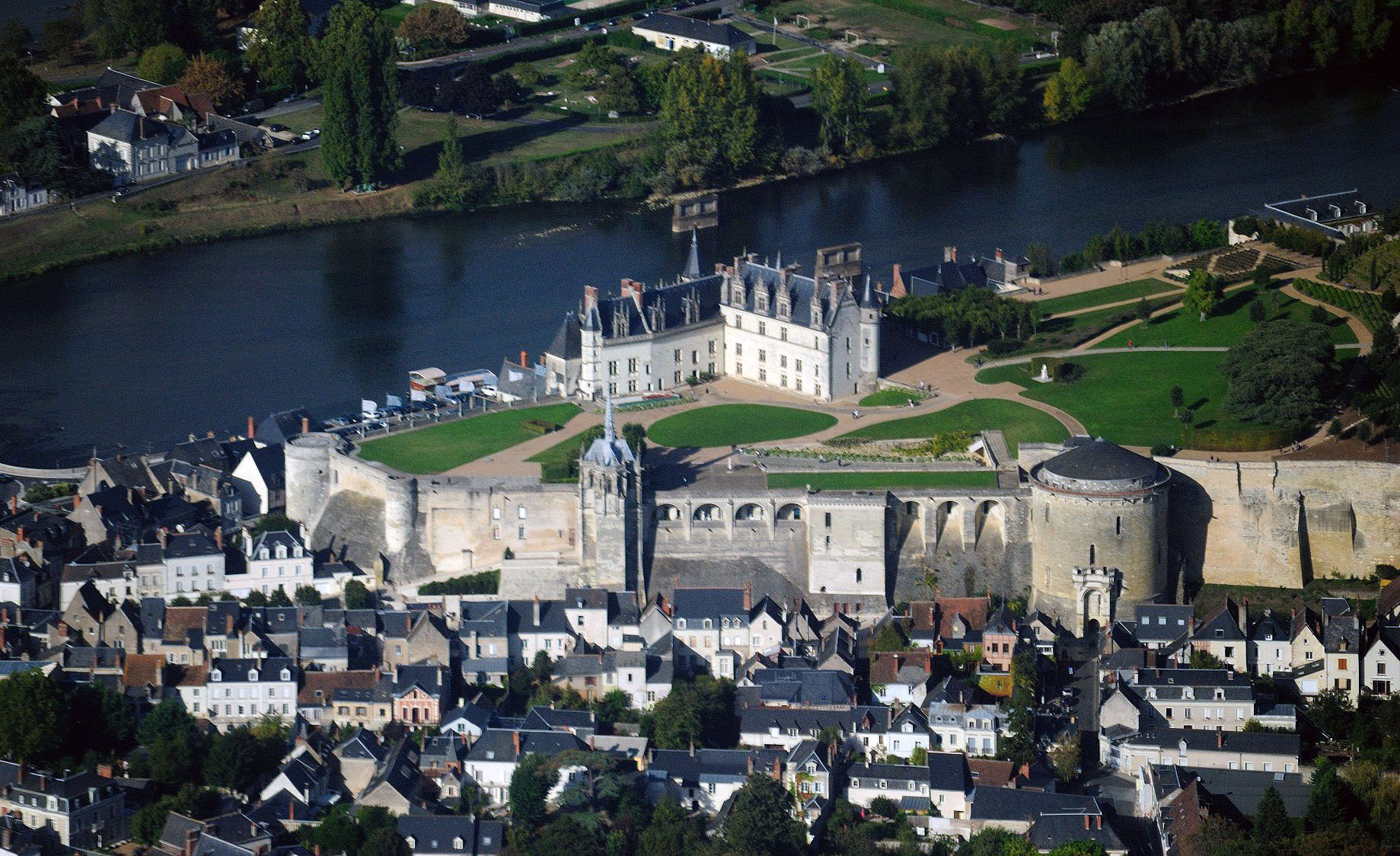
Slottet i Amboise
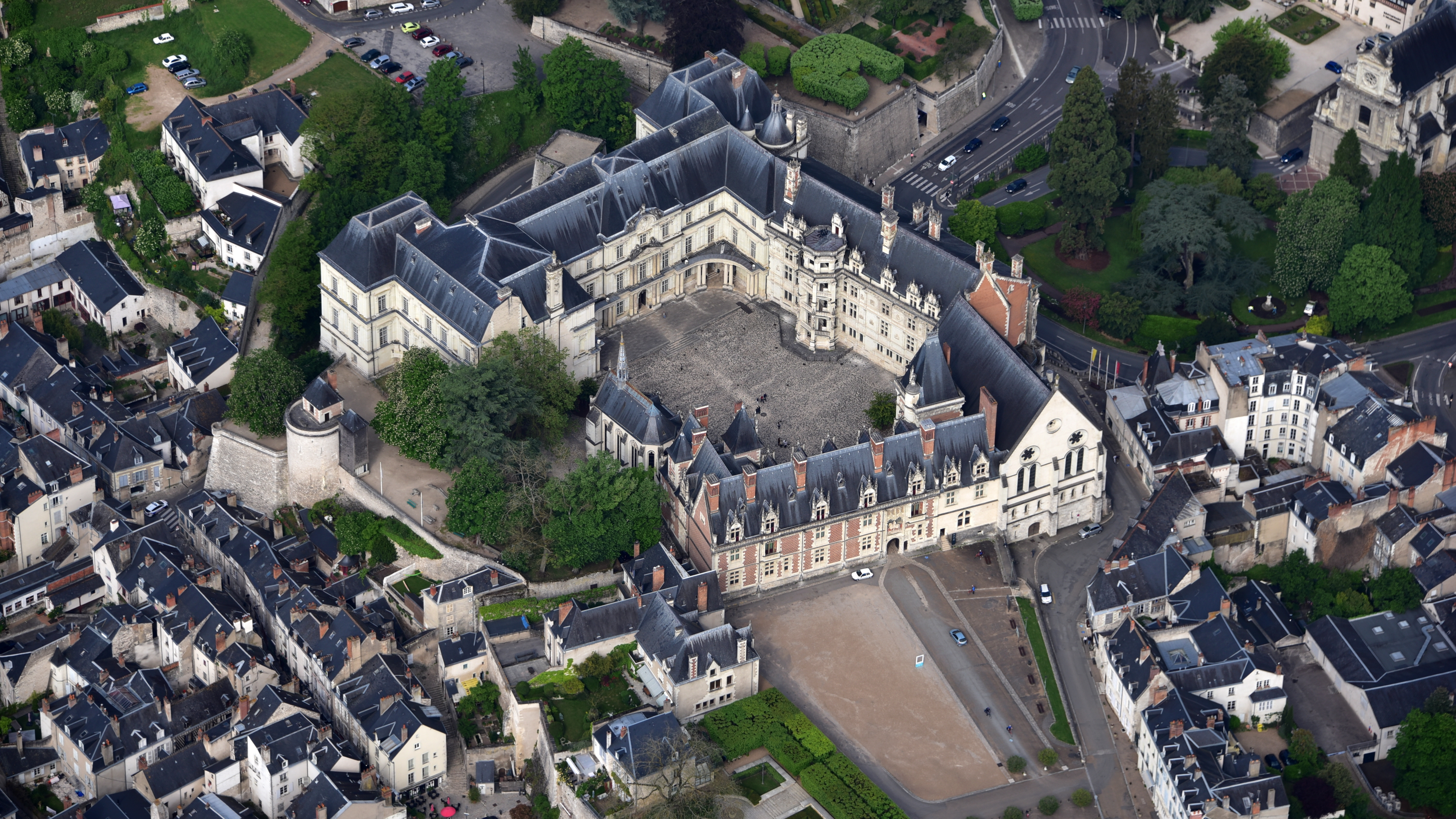
Slottet i Blois
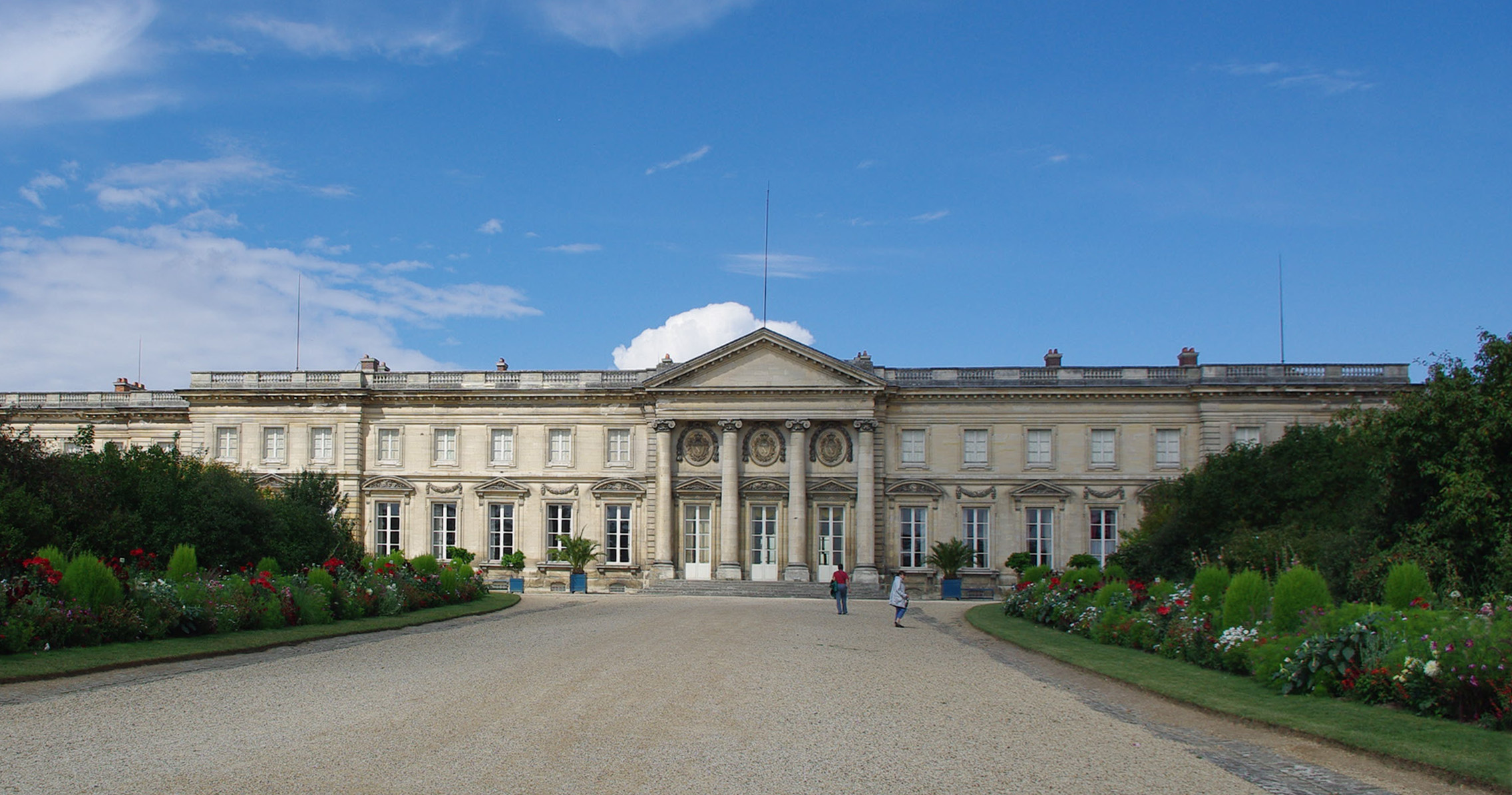
Slottet i Compiègne
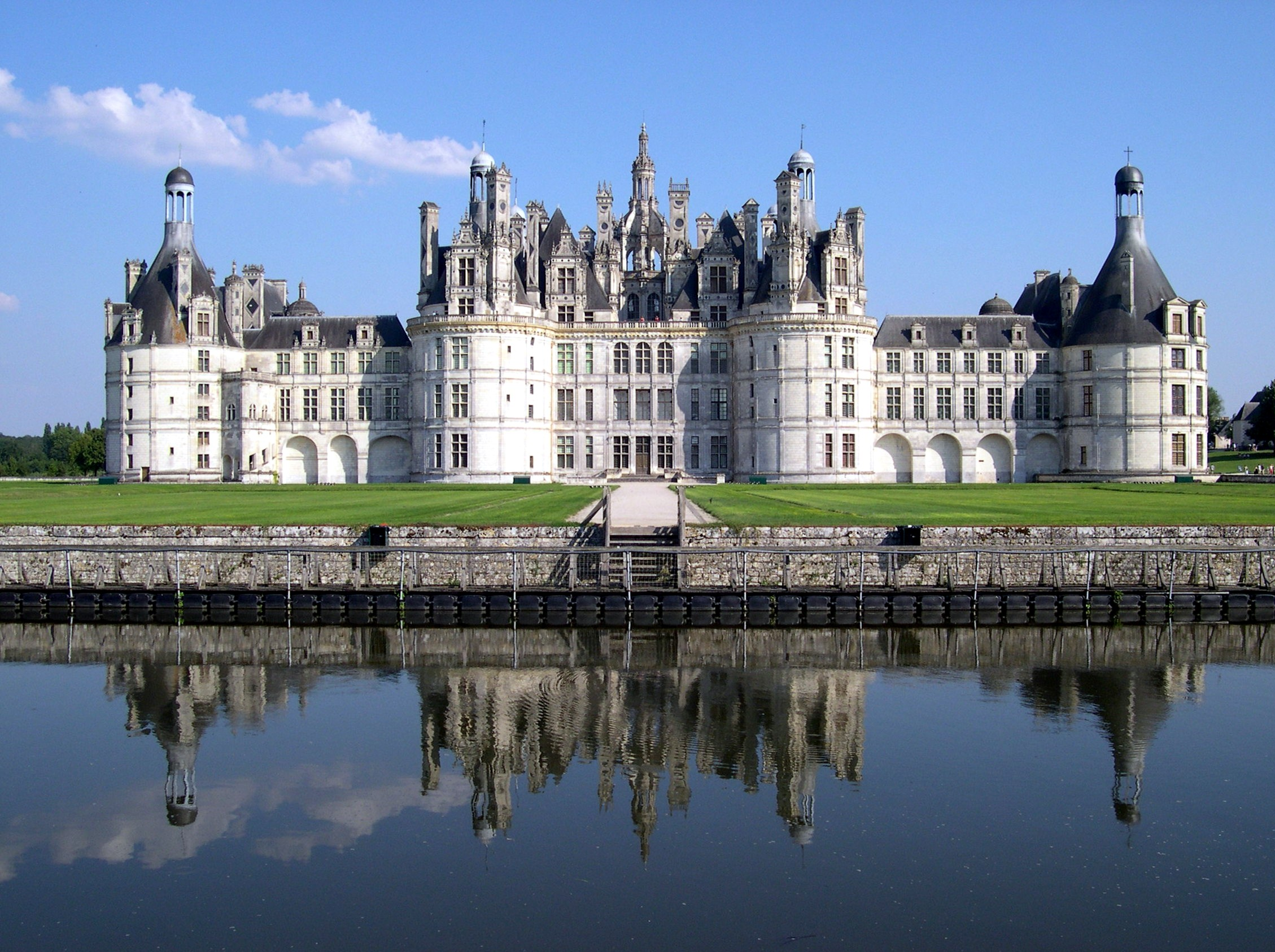
Slottet i Chambord
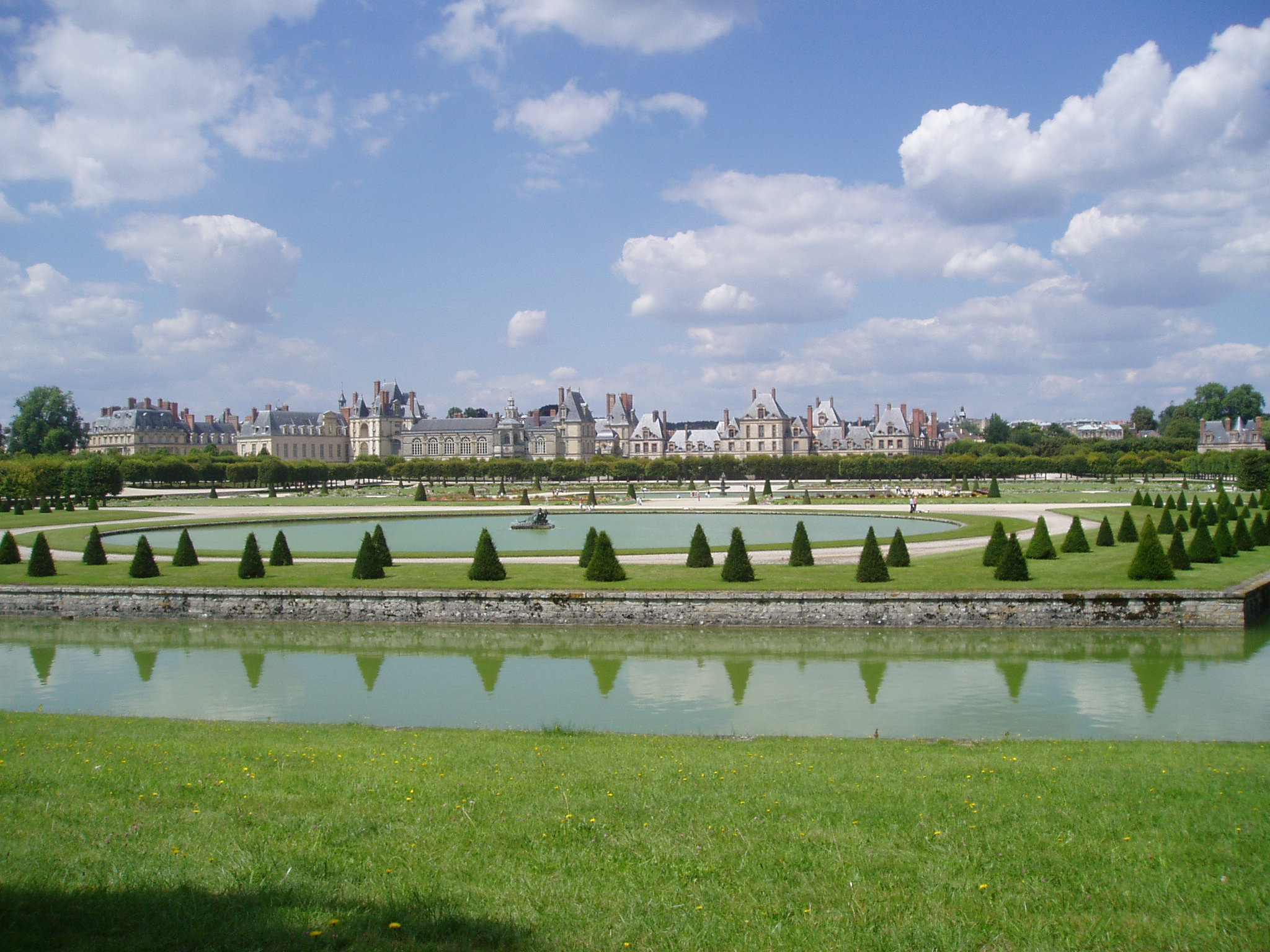
Slottet i Fontainebleau
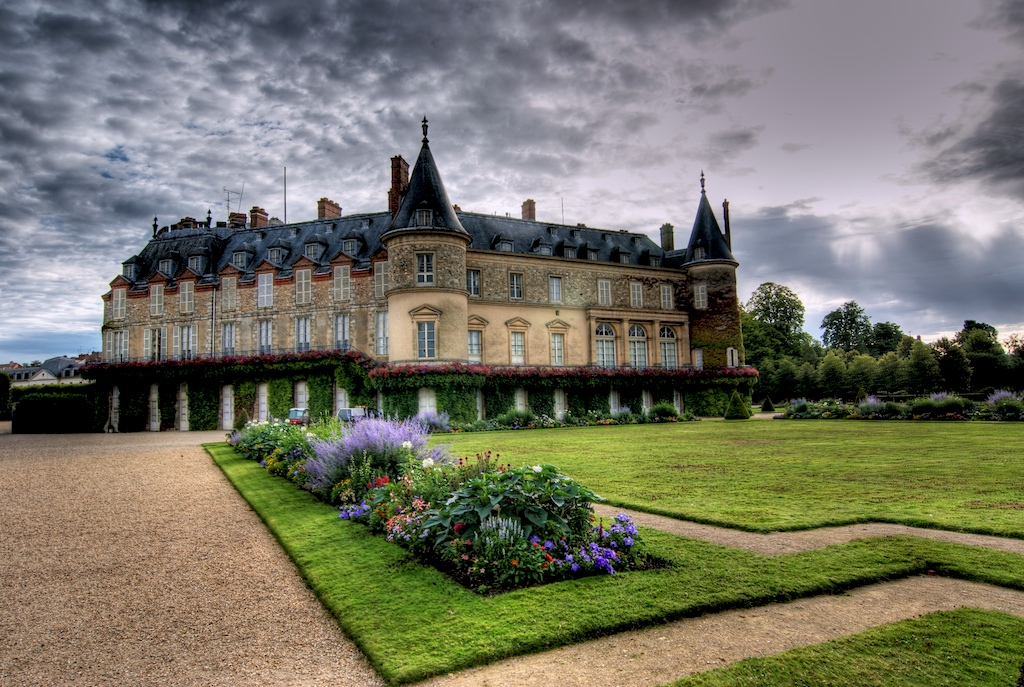
Slottet i Rambouillet
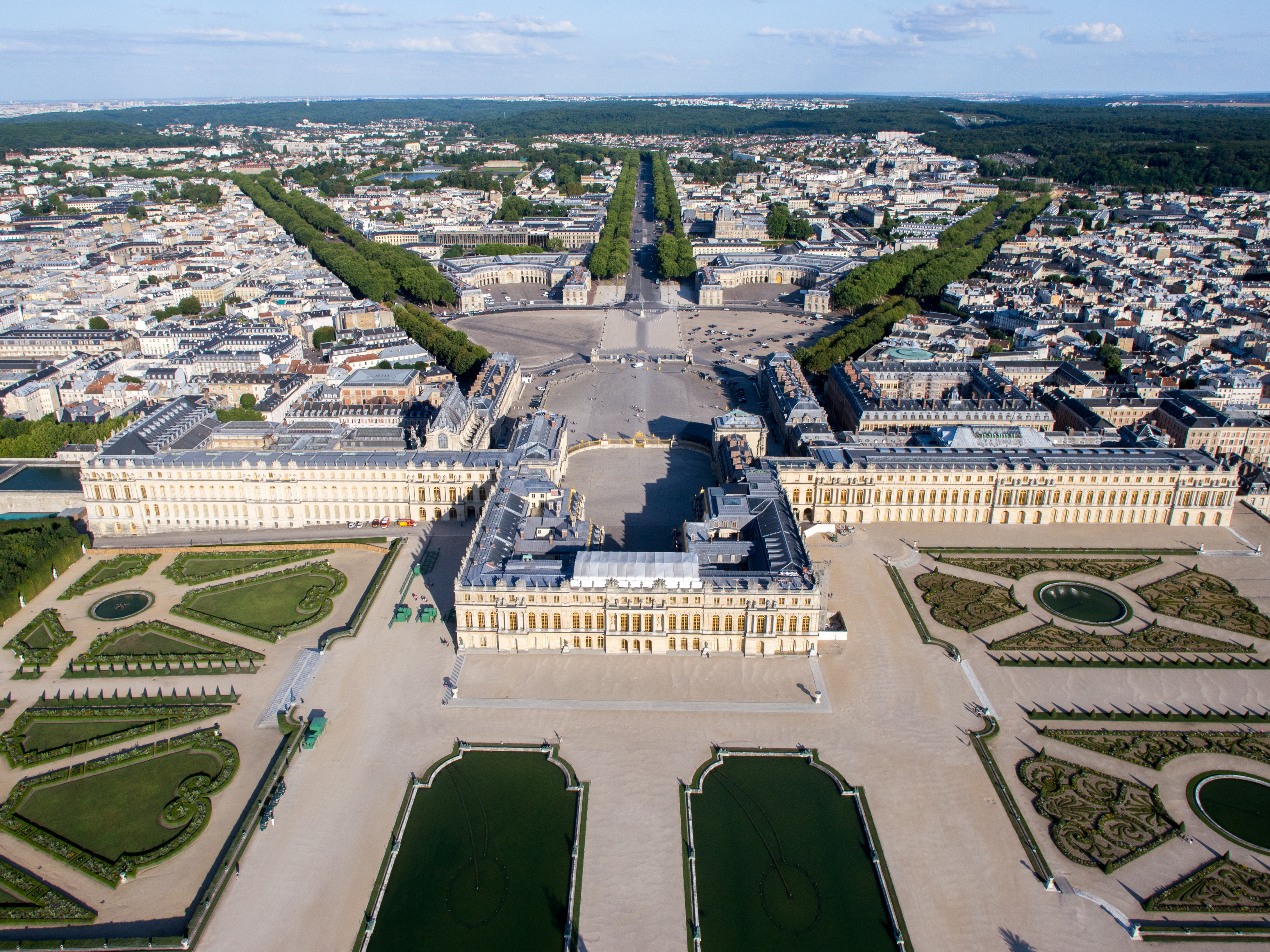
Slottet i Versailles
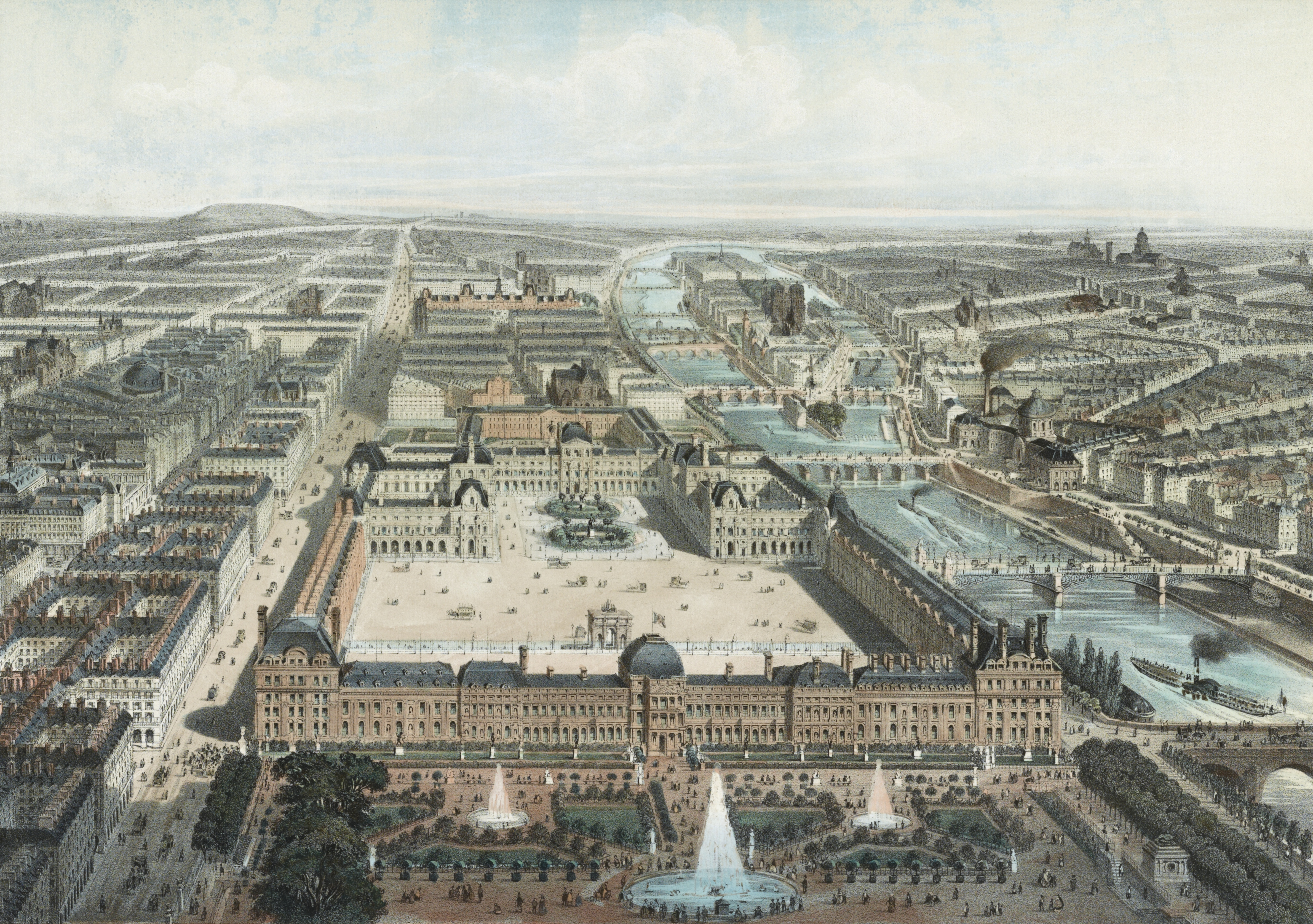
Tuilerierna, målning från 1860
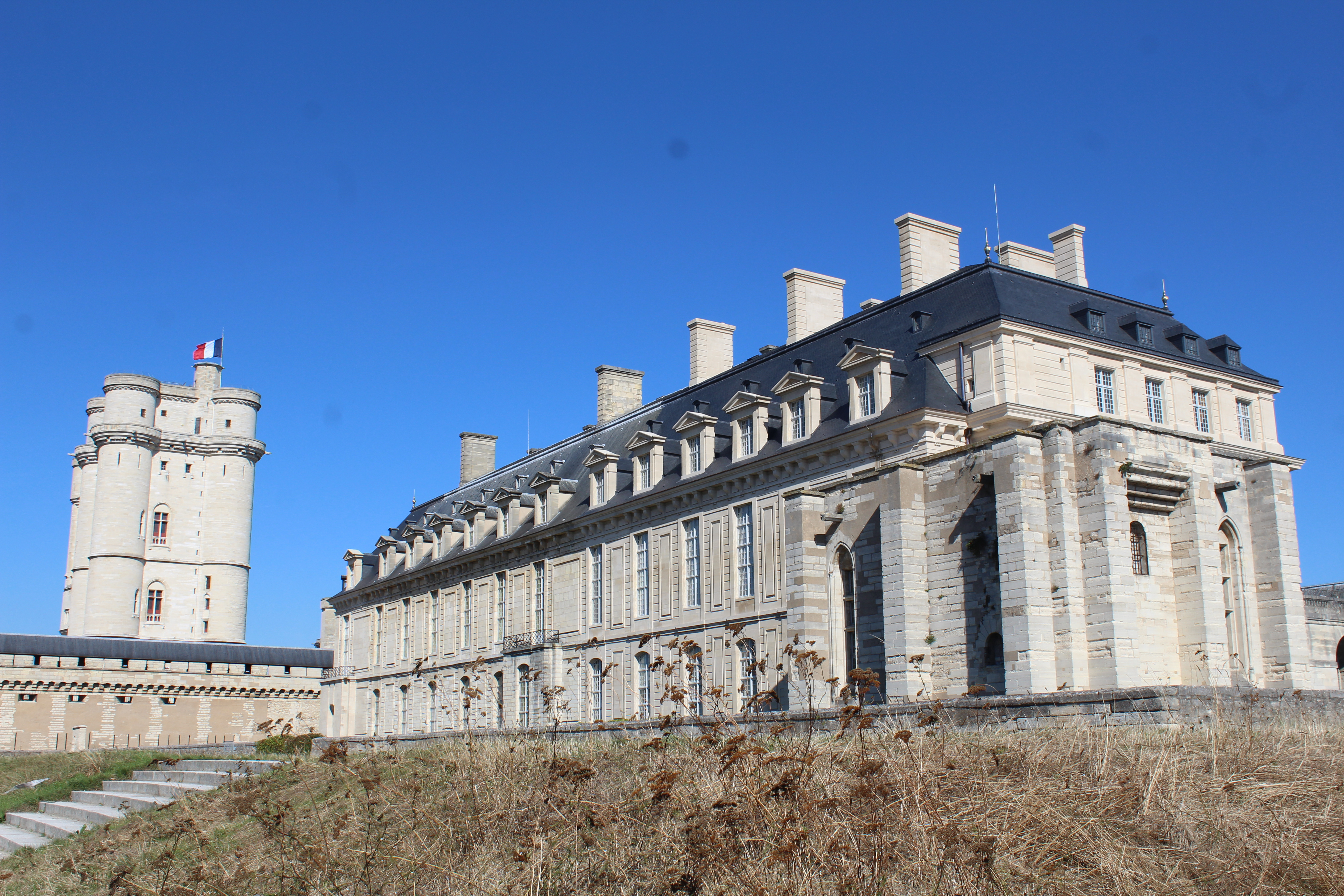
Slottet i Vincennes